# Aleksej Vasiljevič Ilovajski
Aleksej Vasiljevič Ilovajski (rusko Алексе́й Васи́льевич Илова́йский), ruski general, * 1767, † 1842.
Bil je eden izmed pomembnejših generalov, ki so se borili med Napoleonovo invazijo na Rusijo; posledično je bil njegov portret dodan v Vojaško galerijo Zimskega dvorca.

## Življenje
Leta 1776 je vstopil v kozaško vojaško službo. Sodeloval je v številnih bojih proti Turkom (1776–86), za kar je prejel čin podpolkovnika. 14. oktobra 1794 je bil povišan v polkovnika in 30. oktobra 1798 še v generalmajorja. 
Istega leta je zapustil vojaško službo; aktiviran je bil leta 1808. Leta 1812 je postal ataman polkov donskih Kozakov. 
20. septembra 1821 je bil povišan v generalporočnika. 12. septembra 1831 pa je zapustil vojaško službo.